# Protobonellia mitsukurii
Protobonellia mitsukurii is een lepelworm uit de familie Bonelliidae.
De wetenschappelijke naam van de soort werd in 1908 gepubliceerd door Ikeda.